# Walker: Independence
Walker: Independence è  una serie televisiva statunitense western ideata da Anna Fricke e andata in onda su The CW  dal 6 ottobre 2022 al 2 marzo 2023. È un prequel della serie televisiva Walker, sempre di The CW. Nel maggio 2023 la serie è stata cancellata dopo una stagione. In Italia la serie è andata in onda su Rai Movie dal 19 giugno al 24 giugno 2023.

## Trama
Sul finire del 1800 Abby Walker, una donna ricca, intraprende il suo viaggio verso l'ovest dopo che il marito è stato ucciso davanti ai suoi occhi. Nel mentre incontra Hoyt Rawlins, un ladro in cerca di uno scopo della vita; la coppia arriva nella città di Independence in Texas una piccola cittadina dal futuro tutto da definire.

## Personaggi

### Principale
- Katherine McNamara Interpreta Abby Walker
- Matt Barr Interpreta Hoyt Rawlins
- Katie Findlay Interpreta Kate Carver
- Greg Hovanessian Interpreta lo sceriffo Tom Davidson
- Philemon Chambers  Interpreta vice Augustus
- Justin Johnson Cortez  Interpreta Calian
- Lawrence Kao  Interpreta Kai
- Gabriela Quezada  Interpreta Lucia Reyes

### Ricorrente
- Mark Sheppard Interpreta Nathaniel Hagan
- Néstor Serrano Interpreta Francis Reyes
- Santiago Interpreta Luis Reyes
- Norman Patrick Brown Interpreta capo Taza
- Rachel Michaela Interpreta Ruby
- Timothy Granaderos Interpreta Shane Davidson

### Ospiti
- Brandon Sklenar Interpreta Liam Collins
- Valerie Cruz Interpreta Teresa Davidson
- Cate Jones Interpreta Molly Sullivan
- Sarah Minnich Interpreta Martha Sullivan
- Jonathan Medina Interpreta Otis Clay
- Stella Baker Interpreta Charlotte McKenzie
- Julie Zhan Interpreta Lily

## Produzione

### Sviluppo
Nel dicembre 2021, è stato riferito la produzione di una serie prequel intitolata Walker: Independence , la quale era in fase di sviluppo con Jared Padalecki come produttore esecutivo e Anna Fricke come showrunner. The CW è stata soddisfatta dell'episodio pilota è ha dato un ordine per la serie completa nel maggio 2022 per una première autunnale, abbinando la serie il giovedì con la serie madre. Fricke ha sviluppato la storia con Seamus Fahey, il quale ha scritto la sceneggiatura del episodio pilota .Il 9 maggio 2023, The CW ha cancellato la serie dopo una stagione. Subito dopo la cancellazione  Jared Padalecki: ha dichiarato che la serie sarebbe stata venduta ad altri punti vendita. Il 9 giugno 2023, non è stato possibile trovare qualcuno che l'avrebbe salvata dalla cancellazione.

### Casting
Nel 2022,Katherine McNamara è stata scelta per il ruolo principale di Abby Walker, l'antenata di Cordell Walker di Padalecki. Nel febbraio 2022, Justin Johnson Cortez è stato scelto come personaggio regolare della serie, Matt Barr si è unito al cast come Hoyt Rawlins. Nel 2022, Gabriela Quezada è stata scelta come personaggio regolare della serie.

### Riprese
L'episodio pilota della serie è stato girato a Santa Fe, Nuovo Messico all'inizio del 2022. Le riprese per il resto della stagione sono iniziate a Santa Fe e nei dintorni il 18 luglio 2022.

## Episodi
| Stagione       | Episodi | Pubblicazione USA | Pubblicazione Italia |
| -------------- | ------- | ----------------- | -------------------- |
| Prima stagione | 13      | 2022-2023         | 2023                 |

## Accoglienza
Su Rotten Tomatoes, la serie detiene un indice di gradimento del 71% sulla base di 7 recensioni critiche, con una valutazione media di 7/10. Metacritic, che utilizza una media ponderata, ha assegnato un punteggio di 63 su 100 sulla base di 7 critici, indicando "recensioni generalmente favorevoli".